# Cristóbal Ortega
Cristóbal Ortega Martínez (25 de julio de 1956–2 de enero de 2025) fue un futbolista mexicano que se desempeñó como mediocampista y entrenador. Vistió la camiseta del Club América durante toda su carrera desde 1974 a 1992, siendo el futbolista que más encuentros disputó con este club en todas las competencias con 662; es también el máximo ganador de títulos en la institución con 14 trofeos en todo tipo de torneos oficiales junto a Alfredo Tena. 
Fue seleccionado nacional de 1977 a 1986. Jugó en la selección de fútbol de México que participó en la Copa Mundial de Fútbol de 1978 y en la Copa Mundial de Fútbol de 1986. Es también el jugador con más encuentros de liga en Primera División de México con un solo club con 609.

## Trayectoria
En 1974 el Club América era dirigido por José Antonio Roca, quien utilizó un nuevo sistema de juego y proyectó a Cristóbal Ortega. Hizo su presentación en el fútbol mexicano en 1974. Debutó el 3 de octubre de 1974 en el Torneo de Copa frente al Ciudad Madero. Para la temporada 1975-76, ganó la Liga y el torneo Campeón de Campeones. Obtuvo además el campeonato de la Concacaf y la Copa Interamericana frente al Boca Juniors.
En la década de 1980, formó parte del equipo de la victoria en la final contra el Guadalajara, en la temporada 1983-84. El campeonato obtenido en aquella final fue el inicio de un tricampeonato en la liga: campeón en la campaña 1984-1985 y en el torneo Prode 1985. Ya para finales de los ochenta consiguió un bicampeonato: temporada 1987-88 y temporada 1988-89, bajo el mando de Jorge Vieira.
Después de la favorecedora década ochentera, al final de su carrera ganó dos títulos: Copa de Campeones de la Concacaf 1990 y la Interamericana de 1990, contra el Olimpia, de Paraguay.
Ortega logró sumar un total de 662 partidos en su trayectoria como futbolista profesional. En 1991 Cristóbal se retira como jugador profesional, para pasar a desempeñarse en cargos relacionados con la dirección técnica en diversos Clubes como: Club América, Club León, Tecos de la UAG, La Piedad, Club Zacatepec, Real San Luis, Club León, Lobos de Tlaxcala, Albinegros de Orizaba, Tecos de la UAG y Reboceros de La Piedad. Cuando ascendió a La Piedad al máximo Circuito, decidieron que fuera el director deportivo de Veracruz. Fue nombrado técnico de Veracruz, pero fue cesado ese mismo torneo faltando 1 fecha para terminar la campaña, siendo sustituido por su asistente técnico Carlos Reinoso.

## Selección nacional
Ortega fue convocado en varias ocasiones a la Selección Nacional. Formó parte del equipo nacional en dos Copas del Mundo: Argentina 1978 y México 1986.

### Participaciones en Copas del Mundo
| Mundial                        | Sede      | Resultado        |
| ------------------------------ | --------- | ---------------- |
| Copa Mundial de Fútbol de 1978 | Argentina | Primera fase     |
| Copa Mundial de Fútbol de 1986 | México    | Cuartos de final |

## Estadísticas

### Clubes
Disputó 662 partidos oficiales con el Club América y anotó un total de 40 goles, sin contabilizar un partido y un gol del Torneo de Nuevos Valores 1978. Su debut se dio el 3 de octubre de 1974 en un partido de la Copa México frente al C. F. Ciudad Madero y jugó su último encuentro el 15 de diciembre de 1991 en contra del Club Santos Laguna. Francisco «Panchito» Hernández, directivo del América, le contabilizó 711 partidos al incluir también encuentros amistosos.
| Club         | Competición                      | Partidos | Goles |
| ------------ | -------------------------------- | -------- | ----- |
| Club América | Primera División                 | 609      | 40    |
| Club América | Copa México                      | 31       | 0     |
| Club América | Campeón de Campeones             | 4        | 0     |
| Club América | Copa de Campeones de la Concacaf | 17       | 0     |
| Club América | Copa Interamericana              | 1        | 0     |
| Total        | Total                            | 662      | 40    |

## Palmarés

### Títulos nacionales
| Título               | Club         | País   | Año  |
| -------------------- | ------------ | ------ | ---- |
| Primera División     | Club América | México | 1976 |
| Campeón de Campeones | Club América | México | 1976 |
| Primera División     | Club América | México | 1984 |
| Primera División     | Club América | México | 1985 |
| Primera División     | Club América | México | 1985 |
| Primera División     | Club América | México | 1988 |
| Campeón de Campeones | Club América | México | 1988 |
| Primera División     | Club América | México | 1989 |
| Campeón de Campeones | Club América | México | 1989 |

### Títulos internacionales
| Título                                | Club (*)     | País    | Año  |
| ------------------------------------- | ------------ | ------- | ---- |
| Campeonato de Naciones de la Concacaf | México       | México  | 1977 |
| Copa de Campeones de la Concacaf      | Club América | Surinam | 1977 |
| Copa Interamericana                   | Club América | México  | 1978 |
| Copa de Campeones de la Concacaf      | Club América | México  | 1987 |
| Copa de Campeones de la Concacaf      | Club América | México  | 1990 |
| Copa Interamericana                   | Club América | México  | 1991 |

(*) Incluyendo la selección